# Roi de Camargue
Pour plus de détails, voir Fiche technique et Distribution.
Roi de Camargue est un film français réalisé par Jacques de Baroncelli, sorti en 1934.

## Fiche technique
- Titre : Roi de Camargue
- Réalisateur : Jacques de Baroncelli, assisté de Françoise Giroud
- Scénario : Henri Decoin, d'après le roman de Jean Aicard
- Photographie : Nicolas Toporkoff
- Montage : Jean Feyte
- Musique :  Arthur Honegger et Roland-Manuel
- Son : Jacques Hawadier
- Production : General Film
- Durée :  75 minutes
- Date de sortie : 
  - France : 1934

## Distribution
- Charles Vanel
- Simone Bourday
- Tela Tchaï
- Paul Azaïs
- Jeanne Fusier-Gir
- Jean Périer
- Antonin Berval
- Armand Morins